# Hilflosigkeit
Hilflosigkeit è una parola tedesca con cui s'intende lo stato d'impotenza dell'originaria e naturale condizione del cucciolo d'uomo, la sua fase di prematurazione secondo la terminologia usata da Sigmund Freud nell'ambito della psicoanalisi.